# Andreas Vazaios
Andreas Vazaios (grekiska: Ανδρέας Βαζαίος), född 9 maj 1994 i Aten, är en grekisk simmare.

## Karriär
Vid EM 2024 i Belgrad var Vazaios en del av Greklands lag som tog brons på både 4×100 meter frisim och 4×200 meter frisim.